# علم الاجتماع التاريخي
علم الاجتماع التاريخي هو فرع من فروعِ علم الاجتماع يركز على كيفية تطور المجتمعات عبر التاريخ. ويبحث في كيفية تشكل البنى الاجتماعية التي يعتبرها الكثيرون طبيعية، لكنها في الواقع نتجت عن عمليات اجتماعية معقدة. وتشكل هذه البنى بدورها المؤسسات والمنظمات التي تؤثر في المجتمع، وينتج عنها ظواهر تتراوح بين التمييز على أساس الجنس واللامساواة الاقتصادية إلى الحرب.
يهتم علم الاجتماع التاريخي المعاصر في المقام الأول بكيفية تطور الدولة منذ العصور الوسطى، وتحليل العلاقات بين الدول والطبقات والأنظمة الاقتصادية والسياسية.      

## استخدام التاريخ في علم الاجتماع
مع مرور الوقت، تطور التاريخ وعلم الاجتماع فأصبحا مجالين أكاديميين مختلفين. وقد استخدمت البيانات التاريخية وتستخدم اليوم ضمن ثلاث طرق رئيسة:
- الطريقة الأولى: دراسة النظرية عبر الاستقصاء الموازي. لمطابقتها مع مفاهيم العلوم الطبيعية للقوانين، وللتعرف على المواد التاريخية المختلفة أو تطبيقها، حيث تُجمع المصادر لإثبات النظرية المطبقة. أو من ناحية أخرى، يمكن لعلماء الاجتماع المختصين بنظرية الاستقصاء الموازي تطبيق هذه النظرية على حالات استقصائية معينة بطرائق مختلفة من أكثر العمليات استخداما.
- النظرية الثانية التي يستخدمها علماء الاجتماع بشكل أساسي: هي تطبيق ومقارنة أحداث أو سياسات معينة. حيث يتم تحليل بعض الأحداث من قبل علماء الاجتماع للحصول على بيانات متباينة ومقارنتها، وذلك من خلال تحليلها حسب خصائصها المحددة، أو ما يجعلها ذات جودة فريدة من نوعها. ومن الشائع جدا لدى علماء الاجتماع التفسيريين استخدام «مباينة الفهم».
- وأخيرًا، الطريقة الثالثة التي يربط فيها علماء الاجتماع عادةً وهي إلقاء نظرة على المسببات من وجهة نظر كلية. و تُعرف باسم منهج ميل:
  - أ- طريقة الاختلاف:[1] وملخص هذه الطريقة أن النتيجة ترتبط بالسبب وجودا وعدما، فإذا وجد السبب وجدت النتيجة، وإذا غاب السبب غابت النتيجة.؛
  - ب- مبدأ الاتفاق: ويعبر ميل عن هذه الطريقة بالقول إذا اتفقت حالتان أو أكثر للظاهرة المراد بحثها في ظرف واحد، فهذا الظرف الوحيد الذي تتفق فيه جميع هذه الحالات هو السبب في هذه الظاهرة.[1] وهنالك نقاش قائمٌ مهمٌ حول فائدة طريقة ميل في البحث الاجتماعي، والتي تتعلق بحقيقة أن البحث التاريخي غالباً ما يستند إلى حالات قليلة فقط وأن العديد من النظريات الاجتماعية هي نظرياتٌ احتمالية وليست حتمية.[2] وفي أيامنا هذه، يبات علم الاجتماع يُقاس من خلال مقاطعة الكثير من الأسئلة الغنية بالتفاصيل.[3]

## تبعية المسار
نصت نظرية تبعية المسار عند بعض علماء الاجتماع على أن تأثير الأحداث التي جرت في الماضي قد يكون محدودا أو كبيرا على الأحداث التي ستجري في المستقبل. ولكن عالم الاجتماع جيمس ماهوني عرّف تبعية المسار بشكل مختلف. حيث نصت نظريته على أن «المعالجة، التسلسل والتصادفية» تصلح للتأثير على تبعية المسار ومعنى الأحداث التاريخية السابقة. وهناك ثلاثة تحليلات لتبعية المسار مع شرح لكيفية عمل كل نظرية:
1. دراسة العمليات السببية الحساسة بشكل خاص، بشكل تسلسلي، للأحداث التاريخية المبكرة، التي تعد أكثر أهمية من الأحداث اللاحقة؛
2. هذه الأحداث هي حالات طارئة لا يمكن تفسيرها عبر الأحداث السابقة أو الظروف الأولية؛
3. بمجرد وقوع الأحداث الطارئة، يصبح تسلسل تبعية المسار نمطًا حتميًا.[4]

## مناقشة حول النظرية العامة في علم الاجتماع
أعاد جيمس ماهوني النظر في النقاش حول النظرية العامة في علم الاجتماع التاريخي، عبر ردم الفجوات في الافتراضات المختلفة، وربط العوامل السببية والآليات السببية بالتحليل التجريبي، ويُنظر إلى ذلك على أنه النظرية العامة.
يهدف النقاش حول النظرية العامة في علم الاجتماع التاريخي إلى توضيح استخدام هذا النوع من النظريات في البحث التجريبي. وتم تعريفُ النظريات العامة على أنها افتراضات حول العوامل السببية والآليات السببية المرتبطة بالتحليل التجريبي من خلال مقاربة الافتراضات. كما يمكن لهذه النظريات المُساهمة في المعرفة الموضوعية بمساعدة المحللين على استنباط فرضيات جديدة، ودمج النتائج الحالية، وشرح المُخرجات التاريخية. لتوضيح هذه التطبيقات، يتناول المقال خمس نظريات عامة مختلفة قد وجهت أو يمكن أن توجه علم الاجتماع التاريخي وهي: النظريات الوظيفية، والاختيار العقلاني، والسلطة، والداروينية الجديدة، والثقافية. إن الاستنتاج الرئيس الذي يبرز هو أنه يجب على العلماء تقييم المزايا الكلية للنظرية العامة والميزات الفردية لنظريات عامة محددة.